# Pierre Claver Malgo
Pierre Claver Malgo (né le 14 septembre 1954 à Dimistenga) est un évêque catholique burkinabé. Il est l'évêque de Fada N’Gourma (de) depuis 2012.

## Biographie
Pierre Claver Malgo est né le 14 septembre 1954 au Burkina Faso. Il est ordonné prêtre le 7 juillet 1984 et incardiné dans l'archidiocèse de Koupéla. Il fait son sacerdoce dans les paroisses de l'archidiocèse et enseigne dans les séminaires théologiques de Koumi entre 1991 et 1999 et de Ouagadougou de 2005 à 2011, comme recteur.
Le 11 février 2012, il est nommé évêque de Fada N’Gourma (de) par le pape Benoît XVI. Il est ordonné évêque le 12 mai 2012 par Séraphin Rouamba.